# Міло Урбан
Міло Урбан (словац. Milo Urban; *24 серпня 1904, Рабчиці — †10 березня 1982, Братислава) — словацький письменник, перекладач, журналіст. Є одним з найвидатніших сучасних словацьких письменників.

## Біографія
Народився в регіоні Орава в родині лісника. Раннє дитинство провів у заповіднику під Баб'єю горою, практично відрізаний від цивілізації. Загальну освіту здобув у Зазріві, Оравській Полгорі, відвідував гімназію Трстені та Ружомбероку. Через сімейні обставини (трагічна смерть батька, розбіжності з вітчимом) та через конфлікт з професором французької мови, він полишив навчання в гімназії і працював помічником редактора в прес-органі Словацької народної партії (від 1938 Глінкова словацька народна партія) та чиновником в Товаристві св. Войтеха в Трнаві. Зрештою, завдяки підтримці кількох меценатів, його матеріальне становище покращилося, і він продовжив навчання в Державній вищий лісовій школі в Банській Штявниці, але закінчив навчання достроково через нерозв'язані фінансові проблеми. 
Потім працював у щоденній газеті «Slovenský národ» в Братиславі, але в 1927 році після припинення цієї газети залишився без роботи та присвятив себе переважно літературній діяльності. Був редактором часопису «Vatra», пізніше працював в періодиці газети «Slovak». З 1940 — шеф-редактором газети «Gardista».
Перед кінцем Другої світової війни емігрував з родиною до Австрії, де був інтернований в американській зоні, а в 1947 був відконвоюваний до Чехословаччини, де він постав перед народним судом. У 1948 році був засуджений до громадської догани за журналістську діяльність під час війни. Оселився в Хорватському Ґробі та заробляв на життя переважно перекладом. У 1974 переїхав до Братислави, де 10 березня 1982 року помер.

## Творчість
Писати почав рано, перше оповідання Урбана надруковане в 1922, в 1927 випустив збірку оповідань: «Vykriky bez ozveny» (Крик без відгуку), створив роман «Živý bič» (Живий бич). Основною перевагою роману є реалізм зображення, що дозволяв автору, незважаючи на його ідейну обмеженість, дати яскраву картину боротьби словацького селянства проти імперіалістичної війни і австрійської монархії. Окремі образи роману — дезертир Адам Галавай, біднячка Ільчіха — досягають великої художньої сили. Роман мав заслужений успіх, витримав в Чехословаччині п'ять видань і перекладений на ряд європейських мов (німецьку, польську, сербську). Другий роман Урбана, що вийшов в 1920 (друга частина трилогії) — «Hmlyna úsvite» (Передсвітанкова імла) — набагато слабкіша: автор намагався змалювати те ж село після війни і перевороту в 1918-1928. Навіть чеська критика визнала «Передсвітанкову мглу» невдачею письменника.